# Liphistius endau
Liphistius endau är en spindelart som beskrevs av Sedgwick och Norman I. Platnick 1987. Liphistius endau ingår i släktet Liphistius och familjen ledspindlar. Inga underarter finns listade i Catalogue of Life.